# 御菜浦
御菜浦（おさいうら）とは、領主のための御菜（おかず）の原材料となる海産物を献上していた漁村のこと。

## 概要
前近代においては、城下近郊にある漁村などを指定して海産物を献上させたり、その他海上における夫役を負担させる代わりに、漁業などに関する特権を付与することが行われていた。その指定された漁村が御菜浦である。
特に著名なのは、徳川将軍家のために江戸城に海産物を献上していた芝金杉浦（現在の芝）・本芝浦（現在の芝浦）・品川浦（現在の品川）・大井御林浦（現在の大井・東大井）・羽田浦（現在羽田）・生麦浦（現在の生麦）・子安新宿浦（現在の子安）・神奈川浦（現在の神奈川）の8つの御菜浦で、いずれも現在の東京湾に存在して御菜八ケ浦と称された。これらの漁村は後北条氏以前から御用を勤めていた漁村と上方方面から招き入れられて新たに漁村として開拓されたものに分けられる。これらの漁村は幕府に海産物を献上する代わりに東京湾における漁業における特権を有していた。だが、江戸城内の需要の増加や江戸の都市発展に伴い、魚問屋からの買い上げや他浦からの献上も行われるようになり、御菜八ケ浦からの献上の地位が低下し、寛政4年（1792年）からは代金納とされた。これに対して御菜八ケ浦からは特権維持のために初穂献上の願い出を行うなど、特権の維持に努めた。